# ヤオコー

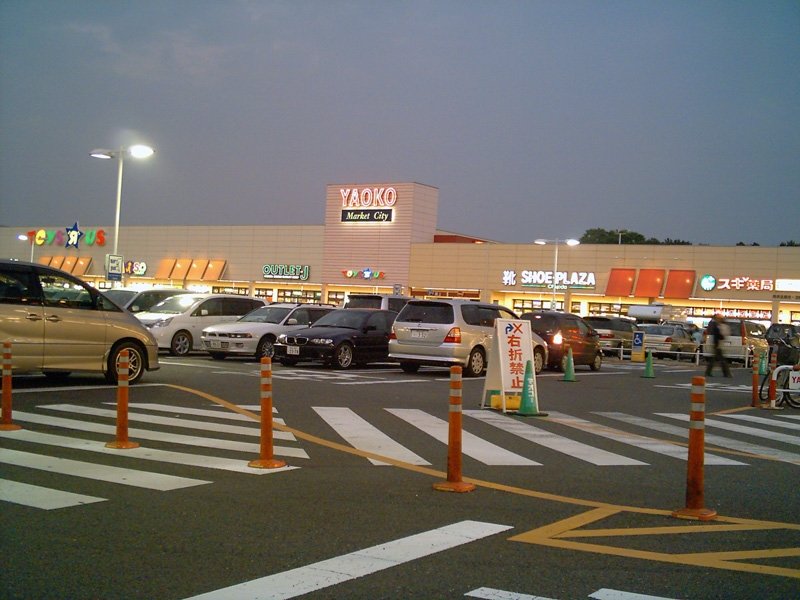
ヤオコーの店舗（所沢北原店）

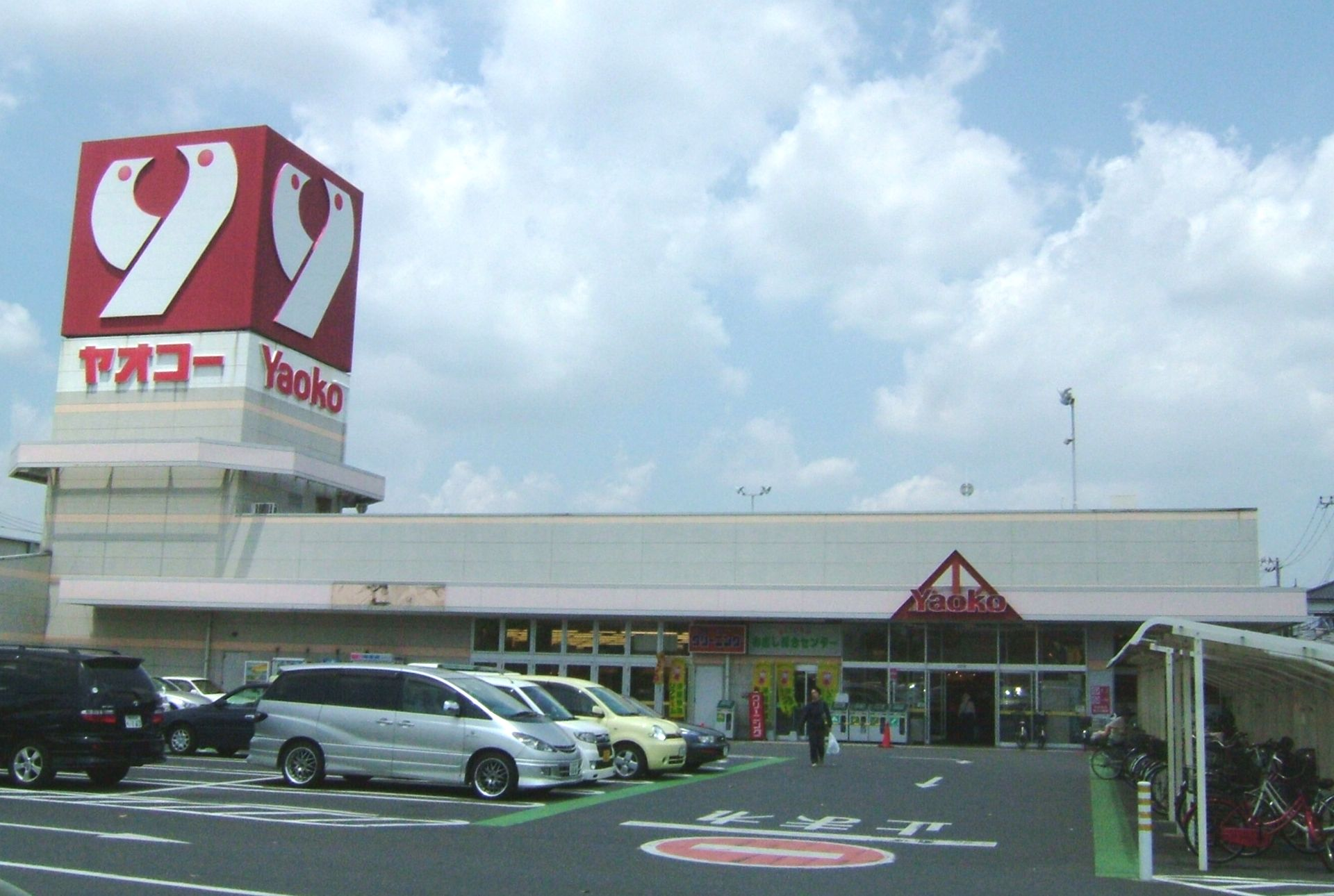
旧ロゴの店舗（越谷蒲生店）

株式会社ヤオコー（英: Yaoko Co., Ltd.）は、スーパーマーケットを運営する大手企業。埼玉県川越市に本社を置く。本社が所在する埼玉県を中心に、関東地方で食品スーパー「ヤオコー マーケットプレイス」をチェーン展開している。
埼玉県内を中心にヤオコー、エイヴイ(店舗名はエイビイ)、フーコット合わせて199店舗を展開する、関東地方の大手スーパーマーケットチェーンである。日本スーパーマーケット協会 (JSA) に加盟し、自社プライベートブランド「Yes!YAOKO」のほか、JSAに加盟するライフコーポレーションとの共同開発によるPB商品「star select」を取り扱う。

## 概要
店舗が所在する都県は、埼玉県、千葉県、群馬県、東京都、神奈川県、茨城県、栃木県。国道16号線付近での店舗展開を行っている。
1890年（明治23年）に埼玉県比企郡小川町で青果店「八百幸商店」として創業、戦後の1950年代にスーパーマーケットへ業態転換した老舗企業である。1957年（昭和32年）に法人化し、翌1958年（昭和33年）にセルフサービス方式を導入してスーパーマーケットへ業態転換した。創業者の川野幸太郎、中興の祖である川野トモ以来、現在に至るまで川野家による同族経営が続いている。
1953年には紀ノ国屋が東京・青山に日本初となるセルフサービス方式のスーパーを開店し、1957年にはダイエー（主婦の店）1号店が大阪市に開店していた。そうした情勢を見ていた川野トモの発案により、北関東初のスーパーを開業した株式会社松清（現：フレッセイ）の協力を受け、セルフサービス方式を導入して青果店から食品スーパーへと転換を遂げた。
ロゴマークの意味は、ヤオコーの頭文字である“Y”と、顧客とヤオコーが向き合っている姿を象徴した“二羽のハト”をモチーフにしたデザインで、現行のロゴマークは2代目である。
店舗の形態としては、従来の「ヤオコー」店舗のほか、新形態の店舗「ヤオコーマーケットプレイス」があり、狭山店をモデル店として確立した。新しい店舗はこの形態である。また旗艦店の南古谷店では狭山店モデルの更なる充実を目指し、川越的場店は次世代旗艦店モデル、所沢美原店は都内本格進出へ向けた小型店モデルと位置付けられている。
2010年8月にはテレビ東京『日経スペシャル カンブリア宮殿』の「地方スーパーの逆襲」で紹介された。また、2011年1月にはビジネス書『しまむらとヤオコー』（小川孔輔著、小学館刊）が発売され、ともに埼玉県で創業した両社について取り上げられた。
2018年2月7日、東京都内に小型店「八百幸 成城店」を開店した。世田谷区成城との市区境となる道路を挟んだ調布市入間町1丁目に所在する。東京23区への進出を視野に入れた都心向け小型店と位置付けている。この店舗は調布市への初出店であり、また創業以来の「八百幸」の店名が復活した。
2025年6月11日には杉並区の青梅街道沿いに杉並桃井店(クイーンズ伊勢丹の跡地)が開店した。
ヤオコー会長の川野幸夫は、日本スーパーマーケット協会 (JSA) 会長となっている。

## 沿革
- 1890年（明治23年） - 川野幸太郎が埼玉県比企郡小川町で青果商「八百幸商店」を創業。
  - しかし、幸太郎は昭和初期（1920年後半）に死去し、三男の川野清三が後を継ぐ。清三の頃になると、野菜・果物から鮮魚、乾物まで取り扱うようになり、また地元の料理店や小売店に商品を販売するようになった。そのため、清三は小川町にあった青果海産物商業組合の会長に就任している。現在のJR八高線・東武東上線小川町駅付近の大通りの商店街の一角にあった当時の店舗はお中元やお歳暮の品物はもちろん、進物（贈り物）がよく売れていたことから、「小川町のデパート」と称される程の繁盛店となった。当初15坪くらい（約50平方メートル）の店がその後何度も拡張された。当時の地元の人はちょっとおいしいものを求めて八百幸に来ていた[7][10]。
- 1940年（昭和15年） - 清三の弟・川野荘輔が後のヤオコーの中興の祖となる川野トモ（旧姓：門倉）と結婚。当時戦時中だったため、八百幸商店は地域の配給所として中心的な役割を果たしていた。その後、終戦直後は東武東上線で神田市場や築地市場に清三・志げとトモで交代して買い出しにいっていた。 
  - そして1948年（昭和23年）頃に復員した荘輔（1940年頃から出征）が八百幸商店の商売に戻り、この頃から八百幸商店をトモと荘輔に任せるようになった。トモはその頃から現在の店長に当たる役割をこなして、接客から管理などをしていた。[7][10]
- 1957年（昭和32年）7月9日 - 川野清三（幸太郎の三男）が「八百幸商店」を有限会社化（資本金350万円）。有限会社八百幸商店となる。
- 1958年（昭和33年） - 川野トモ（清三の弟の妻）の発案により、セルフサービス方式を導入しスーパーマーケットへ業態転換。
- 1968年（昭和43年） - 株式会社に改組（資本金950万円）、株式会社八百幸商店となる。
- 1972年（昭和47年）4月25日 - 初のチェーン店1号店となる小川ショッピングセンター店を開店。その後長瀬店、嵐山店などを開店しチェーン展開を開始した。
- 1974年（昭和49年）3月5日 - 株式会社ヤオコーに商号変更。
- 1985年（昭和60年）1月 - 川野幸夫（荘輔・トモの長男）が代表取締役社長に就任。前社長のトモは代表取締役会長に就任した。
- 1986年（昭和61年）3月 - 本社を比企郡小川町から川越市へ移転。
- 1987年（昭和62年） - アメリカ合衆国への研修がスタート。
- 1988年（昭和63年）2月 - 株式店頭公開。
- 1989年（平成元年）12月 - 1982年（昭和57年）の夏に幸夫の長男・正登（まさのり）が夏風邪によるウイルス性脳炎により急死したことがきっかけとなり、小児医学の研究向上・発展に寄与する目的で『川野小児医学奨学財団』を設立、幸夫は理事長に就任した。
- 1993年（平成5年）11月 - 東京証券取引所市場第二部上場。
- 1994年（平成6年）12月 - 千葉県に進出。千葉市に第1号店（みつわ台店）を開店。
- 1996年（平成8年）5月 - 群馬県に進出し、第1号店（中之条店）を開店。さらに7月にも栃木県に進出し、第1号店（足利店）を開店。
  - 9月 - 川越駅西口前（川越市脇田本町）に本部ビルを竣工し、10月に本社機能を移転した。
- 1997年（平成9年）9月 - 東京証券取引所市場第一部上場。
  - 11月 - 千葉・茨城両県への店舗展開に備え、千葉物流センターを開設。
- 1998年（平成10年）6月 - 本店所在地を川越市に移転。
  - 8月 - 茨城県に進出し、第1号店（牛久店）を開店。
  - 10月 - 1994年（平成6年）に開店していた狭山店を『ライフスタイルアソートメント型スーパーマーケット』を標榜し、この年の秋にリニューアルオープン。「ライフスタイル型」を重視したストアコンセプトが顧客から絶大なる支持を得た。
- 1999年（平成11月）11月 - 群馬県伊勢崎市に伊勢崎物流センターを開設。
- 2001年（平成13年）3月 - 連結売上高1,000億円を達成。
- 2002年（平成14年）11月 - 狭山チルドセンターを開設。
- 2006年（平成18年）3月 - 東京都に進出し、フレスポ若葉台店を開店。
  - 10月 - 千葉県船橋市に新千葉センターを開設、千葉物流センターを閉鎖。
  - 12月 - 川越研修センターを開設。
- 2007年（平成19年）4月 - 会社設立50周年を記念してCIロゴを変更。
- 2008年（平成20年）10月 - 『ヤオコーの森林（もり）づくり』がスタート。
- 2010年（平成22年）
  - 1月 - 所沢市に小型フォーマット実験店として所沢美原店を開店。
  - 10月 - 千葉県佐倉市に自社開発新NSCとして「the market place 佐倉」を開店。さらに神奈川県に進出し、相模原市に第1号店として「the market place 相模原」を開店した。
- 2011年（平成23年）3月 - 連結売上高2,000億円を達成。
- 2012年（平成24年）
  - 1月 - ヤオコーカードが誕生。
  - 3月11日 - 創業120周年記念事業として川越市にヤオコー川越美術館を開館。
  - 5月15日 - ライフコーポレーションと業務提携の協議開始を発表[11]。
- 2013年（平成25年）4月 - 新生銀行出身の川野澄人が代表取締役社長に就任。これに伴い、川野幸夫は代表取締役会長に就任した。
  - またプライベートブランドとして「Yes!YAOKO」が誕生した。
- 2014年（平成26年）8月19日 - ウェブサービス「ヤオコーネットクラブ[12]」をリニューアル。
- 2015年（平成27年）
  - 2月 - 「YAOKOネットスーパー」を開始。
  - 3月 - 連結売上高3,000億円を達成。
  - 8月1日 - 「いつでもギフト」をサービス開始。
- 2016年（平成28年）
  - 6月 - 農業事業「ヤオコーファーム」がスタート。
  - 9月1日 - 公式スマートフォンアプリ「ヤオコーアプリ[13]」をリリース。
- 2017年（平成29年）
  - 4月 - エイヴイを完全子会社化。
  - 10月 - 熊谷市に熊谷物流センターを開設。
  - 11月 - 都市型小型店として、東京都調布市に「八百幸成城店」をオープン。
- 2018年（平成30年）12月 - 本社ビルを川越市脇田本町（川越駅西口ロータリーにほぼ面していた。売却され、現・川越ウエストビル）から、川越駅西口より徒歩約3分の場所（川越市新宿町）へ新築移転[14]。
- 2019年（令和元年）9月20日 - いつでもギフト終了。
- 2021年（令和3年）
  - 1月4日 - ヤオコーネットスーパーを新システムへ移行。
  - 3月25日 - 一般財団法人ヤオコー子ども支援財団を設立[15]。
  - 4月15日 - ヤオコーネットスーパーで個人情報漏洩があったことを発表。ネットスーパー画面に他の顧客の個人情報が表示される不具合が発生、3月下旬に複数の客から通報があり判明した。4月26日よりネットスーパー、ヤオコーネットクラブ、ヤオコーアプリの一部サービスを利用停止。クレジットカード番号の漏洩や不正利用はなかったとしている。
  - 5月25日 - フォーリスの核店舗として府中フォーリス店を開店[16]。併設するミッテン府中開業と同時にオープンした。これにより東京都府中市へ初出店。
  - 9月13日 - 千葉県県南地域に店舗を展開しているせんどうとの間で資本・業務提携を締結。ヤオコーの持分法適用会社となった[17]。
  - 10月1日 - 自社工場製造商品ブランド「eat!YAOKO」が誕生[18]。
- 2023年（令和5年）
  - 2月13日 - 草加物流センター開設[19]。
  - 3月3日 - 公益財団法人ヤオコー子ども支援財団へ移行[20]。
  - 3月10日 - 152店舗でキャッシュレス決済サービス「ヤオコーPay」がスタート[21]。
- 2024年（令和6年）4月1日 - 同日付でせんどうへの出資比率を66%まで高めた上で同社を連結子会社化[22][23][3]。
- 2025年（令和7年）10月1日 - 同年6月開催予定の株主総会による議決を前提として、持株会社「ブルーゾーンホールディングス」を設立予定[24]。

## 特徴

### セルフサービスの導入
1890年（明治23年）から川野家の家業として営まれていた八百幸商店がセルフサービス店への転換を行ったのは、セルフサービスを導入して成功を収めている店があるという噂を聞いた前会長で実質的な創業者である川野トモ（川野清三の義娘）が、前橋のスーパーマーケット（松清中央店）を飛び込みで見学したことがはじまりと言われる。
その時に、松清本店（現・フレッセイ）の当時の社長・植木英吉にセルフサービス店について経営面等の説明を受け、セルフサービスを導入したいと強く感じたトモであったが、嫁の身分で義理の両親を説得する自信はなかったところ、社長はトモのために後日八百幸商店を訪れ、川野家の説得を行い、これをきっかけに八百幸商店ではセルフサービス導入について議論がされるようになり、トモは従業員たちと各地のセルフサービス店を見て歩き、比較的早期にセルフサービスを導入することとなった。このときのトモの勇気と決断こそが、現在のヤオコーの原点と言われている。
また、トモについてはさまざまな逸話があり、新店オープン前の視察に行く際に車が踏切待ちや信号待ちで停車すると、すかさず車から降りて同じく信号待ち・踏切待ちで停止している車に駆け寄り、「こんにちは。ヤオコーでございます。こんど○○に新しい店がオープンしますので、どうぞ宜しくお願いいたします」と挨拶をしていたことや、小川ショッピングセンター用地取得に関する金策で取引先を頼って歩いたときには、そのことを知った小川信用金庫の理事長がトモを呼び出し、「普段から熱心な商売をしているのは知っているから、わたしにまかせてください」と直々に伝えたという話が残るほど、地元では熱心な商売人として有名で、「小川のおしん」と呼ばれることもある。

### 企業広告
本部を置く地元埼玉県のプロ野球チーム・埼玉西武ライオンズの本拠地である西武ドームに、2011年から「ライオンズバナナはヤオコー」という広告をホームベース後方の幕式看板に掲出している。また、2011年からは年1試合、ライオンズ主催ゲームで冠スポンサー試合『ライオンズバナナスペシャルゲーム』を開催。ライオンズバナナを購入応募すると抽選で、始球式の権利や西武選手へのライオンズバナナ贈呈、ゲームに親子ペアでの招待券が当たるなどのキャンペーンを実施している。またTBSラジオと文化放送、FMNACK5でスポットCMを放送している。
また、2024年4月1日に、川越市をホームタウンとし、関東サッカーリーグ2部に昇格した社会人サッカーチームでJリーグ加盟を目指すクラブである「COEDO KAWAGOE F.C」のプラチナパートナー契約を締結した。

### レクリエーション
毎年2月の特定日を全店一斉休業日とし、200台以上の貸切バスを関東各地にあるヤオコーすべての店舗の従業員交通手段として貸し切り、同日に従業員のレクリエーションとしてさいたまスーパーアリーナで大運動会を実施している。この大運動会では、KARA・Every Little Thing・スターダストレビュー・ゴールデンボンバーなど、有名芸能人をゲストとして招いていることもあり、「企業が開催する豪華な運動会」として報じられた。

## 主な関連会社
- 株式会社エイヴイ
スーパーマーケット「エイヴイ」を展開する。2019年2月、ヤオコーの連結子会社であるエイヴイ開発株式会社を消滅会社とする吸収合併を実施。
- 株式会社フーコット
ディスカウントスーパーマーケット（EDLP）「フーコット（Foocot）」を展開する。2021年2月1日設立。社名の由来は「Food cost performance market（商品の圧倒的な安さと鮮度、品揃えで満足できる店）」に由来し「美味しいもの、圧倒的な品揃え、低価格とそれらを支えるローコストオペレーションの徹底追求」をコンセプトにしている。
- 株式会社せんどう
千葉県でスーパーマーケット、ドラッグストアを展開する[30]。
- 株式会社ヤオコービジネスサービス
各種店舗管理業務を中心に、後方部分を担っている（警備・施設管理・保険代理店）。
- 株式会社小川貿易  　  
建築物の企画・設計、管理を担っていた名友、ヤオコープロパティマネジメントを経て、休眠会社であった同社を2017年8月にワイン等の輸入・貿易業務を専門とする子会社として商号変更した。小林正雄が代表取締役社長を務める。
- 株式会社ヤオコーハーモニー

### 過去の関連会社
- 株式会社三味
ヤオコー店内での惣菜・寿司・ベーカリーの製造および加工販売。2015年4月1日付で株式会社ヤオコーへ吸収合併された[31]。

## 店舗

### フーコットの店舗
- 飯能店（埼玉県飯能市）- フーコット1号店、2021年8月3日開店[32]
- 昭島店（東京都昭島市）- フーコット2号店、2022年3月15日開店[33]
- 秩父店（埼玉県秩父市）- フーコット3号店、2022年8月2日開店[34]
- 深谷店（埼玉県深谷市）- フーコット4号店、2023年9月26日開店[35]
- 三芳店（埼玉県入間郡三芳町）- フーコット5号店、2024年1月23日開店[36]

## 閉店した店舗

### 埼玉県
以下、跡地に関する表記については2022年現在のもの。
- 若葉店（鶴ヶ島市） - 2008年11月3日閉店（2004年に開業した、至近ワカバウォーク店との競合のため。のち2011年10月28日、近隣若葉駅反対側に若葉西口店開店）。跡地はドラッグストアセキ若葉店。
- 上尾店（上尾市） - 2009年3月1日閉店。跡地は建デポ上尾店。
- 小川ショッピングセンター（比企郡小川町） - 1972年4月開店、2015年5月8日閉店、同年12月8日新装開店。
- 熊谷箱田店（熊谷市） - 2000年12月5日開店、2015年8月25日閉店、2016年3月30日新装開店。
- 行田門井店（行田市） - 1986年8月開店、2016年8月22日閉店、2017年2月14日新装開店。
- 岡部店（深谷市） - 1976年4月開店、2016年8月29日閉店、2017年3月14日新装開店。
- 嵐山東口店（比企郡嵐山町） - 2017年8月31日閉店。跡地はウエルシア嵐山店。
- 児玉南店（本庄市） - 2017年11月28日閉店　跡地はウエルシア本庄児玉南店。
- 越生店（入間郡越生町） - 2018年8月31日閉店。跡地はウエルシア越生店。
- 大宮大成店（さいたま市） - 2018年9月30日閉店（近隣に2022年5月17日大宮櫛引店開店）。跡地はシニア向けマンション。
- 菖蒲店（久喜市） - 2019年2月24日閉店（近隣に2019年3月22日久喜菖蒲店開店）。跡地は業務スーパー久喜菖蒲店。
- 飯能店（飯能市） - 2020年9月30日閉店。跡地はクリエイトSD飯能東町店。
- 秩父大野原店（秩父市） - 2022年3月21日閉店。跡地は同社ディスカウント形態のフーコット秩父店。

### 茨城県
- 牛久店（牛久市） - 2009年3月31日閉店
- 古河牛谷店（古河市） - 2006年9月28日開店、2011年6月30日閉店
- 利根店（北相馬郡利根町） - 2020年9月30日閉店

## テレビ番組
- 日経スペシャル カンブリア宮殿 流通スペシャル「地方スーパーの逆襲」（2010年8月23日、テレビ東京）- ヤオコー 会長 川野幸夫、スーパーまるまつ 社長 松岡義一、同社専務 松岡尚志出演[37]。
- がっちりマンデー!!「ヤオコー！全国１位の埼玉スーパー！社長がテレビ初出演！」（2025年5月18日、TBSテレビ）- ヤオコー 社長 川野澄人出演[38]。